# 海事法
海事法（かいじほう、英: Admiralty law, maritime law）は、海事の問題や違反行為を規定する独立した法体系である。海事の活動を規律する国内法から、海洋で船舶を運航する私企業間の関係を規定する国際私法にわたる。航行権、採鉱権、海岸水域の司法権および国家間の関係を規定する国際法である海洋法(Law of the Sea)とは区別されている。
現在は国際連合の専門機関である国際海事機関が国際的な協定・条約のとりまとめを行っている。国際海事機関には世界の166カ国が加盟している。日本の場合、海難審判法、船舶の所有者等の責任の制限に関する法律などの法令として執行されている。

## 背景
最も古代からある商業経路の一つとして海上を使う輸送について、海上貿易を巻き込む紛争解決のための規則は有史上のかなり初期から発展した。この法の古典的なものとして、ロドス法（この法の文書による一次史料は残っていないが、他のローマ法典やビザンチン法典の中に示唆されている）、および後のハンザ同盟の慣習法がある。
イスラム法も、それ以前のローマ法およびビザンチン海事法から色々な意味で分かれて、国際的海事法に「大きな貢献」を果たした。これらには、契約で「ある期間についてある料金」を規定するイスラムの慣習を守るために、脱走や不正行為が有った場合は借金を負うという理解で、「前金で」固定給を支払われるイスラムの水夫が含まれていた。対照的にローマ法やビザンチン法の水夫は、船長や乗組員と同様、海洋事業の利害関係者であり、多少の例外はあるものの、航海が成功したときのみに、役割に合わせた取り分で事業の利益に比例した給与を支払われた。イスラムの法学者は「沿海航行すなわちカボタージュ」と「海洋」の航海との区別もしており、また船荷主は、船と船荷の双方を捕獲された場合を除く大半の場合に、船荷に責任を持つともしていた。奴隷追放を非難することではユスティニアヌス法典学説彙纂および「ノモス・ローディオン・ノーティコス」から分かれても来ており、またイスラムの「キラド」はヨーロッパの「コメンダ」有限共同経営の先駆者でもあった。イスラムの国際海洋法発展に与えた影響は、ローマ法の影響と共に確認できる。
海事法はアクイテインのエレノアが、その息子であるリチャード獅子心王の摂政を務めているときに、エレノアによってイングランドに導入された。エレノアは、最初の夫であるフランス王ルイ7世と共に十字軍で東地中海にいたときに海事法について学び、自分の所有するオレロン島で以前に海事法を設定していた（ロールズ・オブ・オレロンとして出版された）。エレノアは海事法の書籍では「ギュイエンヌのエレノア」と呼ばれている。イングランドでは特別の「海事裁判所」が海事に関する全ての係争を扱っている。これらの裁判所はイングランドの慣習法を使わず、ユスティニアヌス1世の市民法大全に大半が基づいている市民法裁判所である。
海事裁判所はアメリカ独立戦争を誘発する顕著な役割があった。例えば、アメリカ独立宣言の言葉に「多くの場合に陪審員による裁判の恩恵を取り上げ」というのは、印紙法をアメリカ植民地に強制するためにイギリスの議会が海事裁判所に司法権を与えたことを指していた。印紙法は不人気だったので、植民地の陪審員はそれに違背した植民地人を有罪にできそうになかった。海事裁判所は陪審員による裁判を認めていなかったので、印紙法に違背したとして告発された植民地人は陪審員無しで海事裁判所判事の前で審判を受けることになった。
1789年にアメリカ合衆国憲法が採択された後で、海事に関する係争が増え、海事法が徐々に導入されることでアメリカ合衆国法の一部になってきた。アメリカ独立戦争で著名になった多くのアメリカ人法律家は、その個人的な生活では海事と海洋の弁護士であった。ニューヨーク州のアレクサンダー・ハミルトンやマサチューセッツ州のジョン・アダムズ等がいる。
1787年、当時駐フランス大使であったトーマス・ジェファーソンはジェームズ・マディソンに宛てて、当時各州で審議中であったアメリカ合衆国憲法は、国法（海事法に対立するもの）で裁判が行えるものは全て陪審員による裁判とし、諸国の法によらない（すなわち、海事法によらない）という修正を加えるべきと書き送った。その結果はアメリカ合衆国憲法修正第7条となった。

## 国際協定
1970年代半ばまで、海事貿易と商業に関する大半の国際協定は、国際海事委員会と呼ばれる海事弁護士の私的組織が作っていた。国際海事委員会は1897年に設立され、ハーグ協定（船荷証券に関する国際協定）、ビスビュー修正条項（ハーグ協定の修正）、海難救助協定など多くの国際協定を起草する責任を負ってきた。国際海事委員会が助言機関としての機能を続ける一方で、1958年に国際連合によって設立された国際海事機関によってその機能が肩代わりされてきたが、1974年頃までは本当に機能してはいなかった。
国際海事機関は、海上における人命の安全のための国際条約 (SOLAS)、船員の訓練および資格証明並びに当直の基準に関する国際条約 (STCW)、海上における衝突の予防のための国際規則に関する条約 (COLREGS)、海洋汚染防止規定に関する条約(MARPOL)、航空機と船舶による海難捜索と救助に関する国際条約 (IAMSAR)など、海事の安全性に関わる多くの国際協定を準備してきた。海洋法に関する国際連合条約 (UNCLOS)は海洋環境の保護と様々な海上の境界に関する取り決めを定義している。
国際協定は一旦採択されれば、署名した個々の国家によって、そこの沿岸警備隊あるいは裁判所を通じて執行されている。

## アメリカ合衆国
ロナルド・レーガン政権の海運政策を受けて、1984年6月に改正されている。主要な改正点は①独占禁止法の適用除外、②協定の早期認可、③インディペンデントアクション制度の強制導入、④タイムボリュームレート/サービスコントラクトの導入、⑤二重運賃制の廃止、以上の五点であった。①②は船社側の要請であった。合衆国最高裁判所は1981年に船会社の共同行為に独禁法の適用を認め、関係7社に科料を課していた。それだけに反対論は有力で、①に対しては欧州委員会が反発、2005年に適用除外制度の廃止方針を正式に表明した。③④は荷主側、特にデュポン等超大手企業の要請を反映したものである。③は同盟の価格協定を無力化し、北米トレードの価格競争を激化させた。④は荷物の多寡により荷主を差別してはならないという従来の慣行を覆すものであった。
1998年にも改正されたが、①は継続された。また、運賃がインターネット上に公表されることになった。

### 司法権
アメリカ合衆国憲法第3条第2節は海事と海洋の事項についてアメリカ連邦裁判所の第一審管轄権を認めている。海事事件が連邦裁判所の専属管轄権に留まる一方で、海事における事故を伴う多くの係争は連邦裁判所か州裁判所に持ち込まれている。
連邦裁判所は28 U.S.C. § 1333の条件に従う海事訴訟および海洋訴訟について専属管轄権を持っている。この法では、連邦地方裁判所が海事訴訟の「原告救済」、すなわちこれら訴訟の大半で州裁判所に訴える権利について第一審管轄権を認められている。原告救済条項があるにも拘わらず、特定の訴訟は連邦裁判所に海事事項として訴えることしか認められない。これには全ての「対物」海事訴訟が含まれる。これには海事抵当権と担保物権を執行するための船舶の拘束を求める訴訟、重大事故の後で船主の責任を船価に限定する請願、および船舶の分割所有を求める訴訟が含まれる。しかし、船荷の損傷、船員に対する危害、船舶同士の衝突、航路損傷、および海洋汚染のような海事訴訟の大多数は原告救済条項によって、州裁判所または連邦裁判所に持ち込まれている。
アメリカ合衆国の連邦裁判所では、海事事件について陪審員による裁判を受ける権利は一般に無い。しかし、連邦議会は、陪審員裁判が他の方法で認められるジョーンズ法に基づいて挙げられた船員の人体損傷に関する訴訟における陪審員裁判など限定した形で法制化してきた。州裁判所では、陪審員裁判を受ける権利は訴訟が起こされた州の法律で決められる。その結果州裁判所に持ち込まれた海事訴訟は陪審員裁判とすることができる。

### 適用法
海事または海洋訴訟を審問する州裁判所は、海事法および海洋法が州法と矛盾する場合であっても、「反エリー原則」と呼ばれる原則の下で、海事法と海洋法の適用を求められる。「エリー原則」とは、州の訴訟を審問する連邦裁判所は州法を適用しなければならないということである。「反エリー原則」は、海事訴訟を審問する州裁判所は連邦の海事法を適用しなければならないとしている。このことは大きな違いを生じることがある。例えば、合衆国海事法は不法行為者の共同責任という概念を認めているが、多くの州はそうではない。2人以上の個人が単一の傷害あるいは損失を起こしたときの共同責任では、少量しか関わっていない者でも全ての者が等しく責任があることになる。海事訴訟を審問する州裁判所は、その州がこの概念を違法としている場合でも共同責任の原理の適用を求められる。
以下はアメリカ合衆国における海事法の基本原則である。

#### 船主責任の制限
海事法固有の考えの一つは、重大事故の後で船主の責任能力を船価に限定することである。この制限法の使用例は1912年のタイタニック号沈没であった。タイタニック号はアメリカ合衆国に来たことが無かったが、沈没の報に接した船主はニューヨークの連邦裁判所に駆け込んで有限責任条項の適用申請をした。制限法では、船主の「関係と知識」の及ばない事情によって事故が起こったならば、その船主は船が沈んだ後に責任を船価に限定することができるとしている。
タイタニック号沈没の後、残されたものは14隻の救命ボートだけだったが、その資産価値は約3,000ドルであり、「未収運賃」は約91,000ドルに上った。1等船室、スイート切符の費用は4,350ドル以上だった。タイタニック号の船主はその沈没が関係と知識の無い原因で起こったことの証明に成功し、よって死亡した乗客の家族や個人所有品を無くした生存乗客は、残った救命ボートと未収運賃の91,000ドルを分ける権利を与えられた。
現代の通信技術にあっては、制限法を継続しておく必要性は疑問とされている。この法の背後にあった理論は、船を適切に装備し乗組員を配置した船主は、船が船主の管轄が及ばない時に発生する事項に責任を持たせるべきではないというものだった。現代の船舶は陸上にいる船主の管轄が及ばないことは滅多にあり得ないが、この法は彼らに対する実行可能な保護であり続けている。
制限法は大型船には適用されない。それはモーターボートの所有者がそのボートを他人に貸し、借りた者が事故を起こした時にその責任から船主を守るために使われる。ジェットスキーの所有者であっても、その責任から自らを守るために制限法をうまく使う事ができた。

#### 船荷クレーム
国際取引で積まれた船荷の損傷に対するクレームは海上物品運送法 (COGSA)で扱われる。これはハーグ協定をアメリカが法制化したものである。この法の重要な性格の一つは、船主が「フックからフックまで」すなわち積み込みから積み卸しまで船荷の損傷に責任があることであり、例外として17の免除条項を定めている。例えば「神の行為」（天災）、商品に固有の性質、航法の誤り、および船の管理などである。船主は一般に、積荷の価値が明らかにされ、かつ容器に明示されていなければ、1梱包あたり500ドルまでにその責任を抑える権利がある。容器として外洋用コンテナを扱う能力は、コンテナの中身が500ドルの1000倍以上であるとしても、船主の事実上の責任はコンテナ当たり500ドルに抑えられる。このやり方はアメリカにおいてかなりの量のまたうち続く訴訟になってきた。船荷クレームの出訴期限は1年間である。

#### 船員に対する人体損傷
船上で負傷した船員には3つの補償方法が可能である。生活費と医療費の原則、不耐航性原理、およびジョーンズ法である。生活費と医療費の原則では、負傷した船員が完治するまで医療費を払うことと、もしその船員がもはや船に乗れない場合でも航海の完了まで基本的な生活費を供給することを船主に求めている。船員はその怪我が自分の故意の重過失によるものでなければ、生活費と医療費の権利を得られる。これはある意味で労働災害補償に類似している。不耐航性原理は、船が、あるいは船の器具が「不耐航性」である、すなわち何らかの欠陥があるために船員が負傷したならば、船主に責任があるとしている。ジョーンズ法では、船員、あるいは彼に関係ある者に、不法行為による損傷あるいは不法死亡について船主を陪審員による裁判に訴えることを認めている。ジョーンズ法は、鉄道労働者の負傷を扱う連邦雇用者責任法 (FELA)を取り込んでおり、石炭坑夫法に類似している。船主は、鉄道運行者の過失のために負傷した雇員に対して鉄道運行者が責任があるのと同じ方法で、船員に対して責任がある。出訴期限は3年間である。
船上で負傷した労働者の全てが、ジョーンズ法、不耐航性原理、および生活費と医療費の原則で提供される保護を受けられる「船員」ではない。船員と考えられるためには、特定の船舶あるいは共通の船主または管轄下にある船隊のいずれかに乗っている時間の30％以上を働いている必要がある。少数の例外はあるが、航行可能な水域で負傷した船員ではない労働者は、その代わりに別の労働災害補償の形である沿岸港湾労働災害補償法によって保護されている。

## 生活費と医療費
生活費と医療費の原則は西暦1160年頃に公布されたロールズ・オブ・オレロンの第6条に起源がある。「治療」を行う義務は、船上で乗務中に負傷した船員が「完治」するまで無償で医療を施すことを船主に求めている。「完治」という概念は「治癒」という概念より広い意味がある。船員の「治療」を行う義務は、仮に船員の現実の状態を改善しないまでも、その機能を改善する医薬と医療機械を供給する義務も含んでいる。船員が良く機能し続けさせる長期治療を含むこともある。一般的な例としては人工装具、車椅子および鎮痛剤がある。
「生活」の義務は、船員が回復期にあるときの基本的生活費を船員に供給することを船主に求めている。船員が一旦働けるようになれば、船員が自分でやっていくことを期待される。その結果、船員は生活費の権利を失い、治療費の義務が継続する。

### 乗客に対する人体損傷
船主は乗客に対して相当な治療を行う義務を負う。この結果、船上で負傷した乗客は陸上で第三者の過失により怪我を負った場合と同様に訴訟を起こすことができる。乗客は船主に過失があったということを証明しなければならない。出訴期限は一般に3年間であるが、船旅会社に対する訴訟は乗船切符に制限が入れられているために、通常1年間以内に訴えなければならない。大半の船旅会社の乗船切符には、訴訟の場合にフロリダ州マイアミまたはワシントン州シアトルのどちらかで訴訟を起こすことを求める条項もある。

### 海事担保物権および抵当権
船舶を購入するための資金を貸す銀行、燃料や貯蔵品のような必需品を船に供給する業者、賃金を支払われる船員、および他の多くの者が船舶に対して保証支払を求める抵当権を持っている。抵当権を行使するためには、船舶が拘束されなければならない。これは連邦裁判所に持ち上げられなければならない救済策の一つであり、州裁判所ではできない。

### 海難救助および財産の救助
財産が海上で失われ、他の者によって救われた時、救出した者は救出した財産について救出賞金を請求する権利がある。「人命の救助」には無い。あらゆる船員は報償の期待無しに危機にある他人の生命を救う義務がある。よって海難救助法は財産の救助にのみ適用される。
救助には2種類ある。契約救助と純粋な救助であり、純粋な救助は「メリット救助」（功徳の救助）とも呼ばれる。契約救助では、財貨の所有者と救助者は救助活動の開始前に契約を結び、救助者に支払われる金額が契約で決定される。通常の救助契約は「ロイド公開形式救助契約」と呼ばれる。
純粋な救助では、財貨の所有者と救助者の間に契約が無い。その関係は法律で示唆されているものである。純粋な救助での財貨の救助者は、その救助に対する請求を連邦裁判所に持ち込まねばならず、連邦裁判所はその用役の「メリット」と救助された財貨の価値に基づいて救助の対価を決める。
純粋な救助の請求は「高次」と「低次」の救助に分けられる。高次救助では救助者は損傷を受けた船舶を救助するために自分自身やその乗組員が負傷したり、設備に損傷を受けたりする危険性に曝される。高次救助の例としては、悪天候の中で沈み行く船に乗船すること、火災中の船に乗船すること、既に沈んでいる船舶を引き上げること、あるいは岸から遠く波に洗われている船を曳航することがある。低次の救助は救助者がほとんど危険性に曝されないか、身体的な危険性が無い場合に起こる。低次救助の例には、静穏な海で船を曳航すること、船に燃料を補給すること、あるいは砂洲に入った船を引き出すことがある。高次の救助を行う救助者は低次の救助を行う者よりも基本的に高い救助報酬を受ける。
高次の場合も低次の場合も救助報酬の大きさはまず救われる資産の価値に基づく。何も救われなければ、あるいは損傷が追加されたような場合は、報償も無い。考慮すべき他の要因は救助者の技術、救助される資産が曝されている危険性、救助に影響する危険に曝される資産の価値、救助作業に消費される時間と金の量などである。
純粋な救助の報酬は救助される資産価値の50%を越えることは滅多に無い。この規則の例外は宝物の救助の場合である。沈んでいる宝物は数百年失われたままであり、もともとの所有者（船が保険に入っていれば保険人）がそれに興味を持ち続けているので、救助者あるいは発見者は一般に資産価値の過半数を受け取ることになる。スパニッシュ・メインからの沈船（例えばフロリダ・キーズにおけるNuestra Senora de Atocha）が通常、宝物救助の類型と考えられるが、価値有る歴史的工芸品を積んだ第二次世界大戦中のドイツ潜水艦、南北戦争の艦船（セントジョーンズ川のUSSメイプルリーフやチェサピーク湾のUSSモニター (装甲艦)）および沈んだ商船（ケープ・ハッテラス沖のSSセントラルアメリカ）などの他のタイプの船は全て宝物救助報酬の対象であった。側面走査ソナーの精度向上によって、以前は行方が分からなかった多くの船が所在を突き止められており、宝物救助は過去よりも危険性の少ない作業になっている。ただし、いまでも高度に投機的であることは変わらない。

## コモン・ローの国の海事法
コモン・ローの国（パキスタン、シンガポール、インド、カナダおよび多くのイギリス連邦の国々）の大半はイギリスの制定法と判例法に従っている。インドは依然として古いビクトリア法すなわち海事裁判所法 1861 [24 Vict c 10]に従っている。パキスタンは独自の制定法すなわち高等裁判所条例の海事裁判権 1980 (Ordinance XLII of 1980)を持っているが、今もイギリスの判例法に従っている。一つの理由はパキスタン法が1956年の司法権法で布告された古いイギリス海事法の複製であるからである。イングランドとウェールズの高等裁判所の海事司法権を取り扱う現在の制定法は1981年の最高裁判所法 (sec.20-24,37)である。この制定法は1952年の国際拘束条約に基づいている。イギリスの制定法と判例法に従わない他の国、たとえばパナマは定期的に国際訴訟を扱う良く知られた海事裁判所も設立した。
海事裁判所は、その船が国のものかそうではないか、登録されているか否か、および本籍地か居住地かあるいはその所有者が何処にいるかに関わり無く、その船がいる領域内の司法権によって、その司法権を判断する。船は通常、司法権を保有するために裁判所に拘束される。州の所有する船は通常、拘束を免除される。

## 海事法プログラム
世界中にはこの分野に興味を持つ専門家に異なるタイプの代案を提供する幾つかの大学がある。
以下は大学院生の海事コースを提供する海外の大学の一部である。
シンガポール
1. シンガポール
スウェーデン
2. 世界海事大学
ノルウェー
3. オスロ大学
オランダ
4. エラスムス大学ロッテルダム
イギリス
5. サウサンプトン大学
6. カーディフ大学
7. シティ大学
8. グラスゴー大学
9. ニューキャッスル大学
10. プリマス大学
11. ストラスクライド大学
12. ウェールス・スワンシー大学
13. グリニッジ大学
アメリカ合衆国
14. チューレーン大学ロースクール 
カナダ
15. ダルフージー・ロースクール
フランス
16. ナント大学
17. ニース大学
18. パリ第二大学
19. ノルマンディー大学
20. ブレスト大学
21. ルアーブル大学
22. リール大学